# Jenny Roda
Jenny Roda, schuilnaam van Jansje Koperberg, (Amsterdam, 1 augustus 1921 - Israël, 19 september 1968) was een Nederlands zangeres binnen het repertoire van de lichte muziek.
Zij was dochter van Alida Margaretha Booms en Leon Koperberg. Onder de naam Koperberg was ze in 1945 nog getrouwd met rechercheur, later vertegenwoordiger Jan Roedema, een echtscheiding volgde in 1957; ze ging in Hilversum wonen.  Ze was vanaf 1958 getrouwd met programmamaker Gabri de Wagt; het echtpaar kreeg een dochter en zoon. 
Haar eerste man kwam erachter dat ze als stenotypiste een mooie zangstem had vooral bij de microfoon/telefoon, ze nam dus pas op latere leeftijd les; het was omstreeks 1947 toen ze les kreeg van Ludwig Runge, die een eigen conservatorium leidde. Roda zong vanaf 1948 Nederlands en Franse liedjes voornamelijk binnen de publieke omroep. Zo zong ze bij The Ramblers, De Zaaiers, De Marketentsters, Vocal Group van Stan Haag, Lesley Cool en Cor Steijn.
Ze overleed op 47-jarige leeftijd. Wat in eerste instantie op een normale darminfectie leek, bleek zich snel te ontwikkelen tot gangreen met de uiterlijkheden van zwarte voeten. Een opname in een Israëlisch ziekenhuis mocht niet meer baten. Haar overlijden was landelijk nieuws. Ze werd begraven of gecremeerd op Zuiderhof te Hilversum.